# العوجا
العوجا (به عربی: العوجا ) یک شهرک در فلسطین است.

## خصوصیات
العوجا ۴٬۰۰۰ نفر جمعیت دارد.